# Lineación

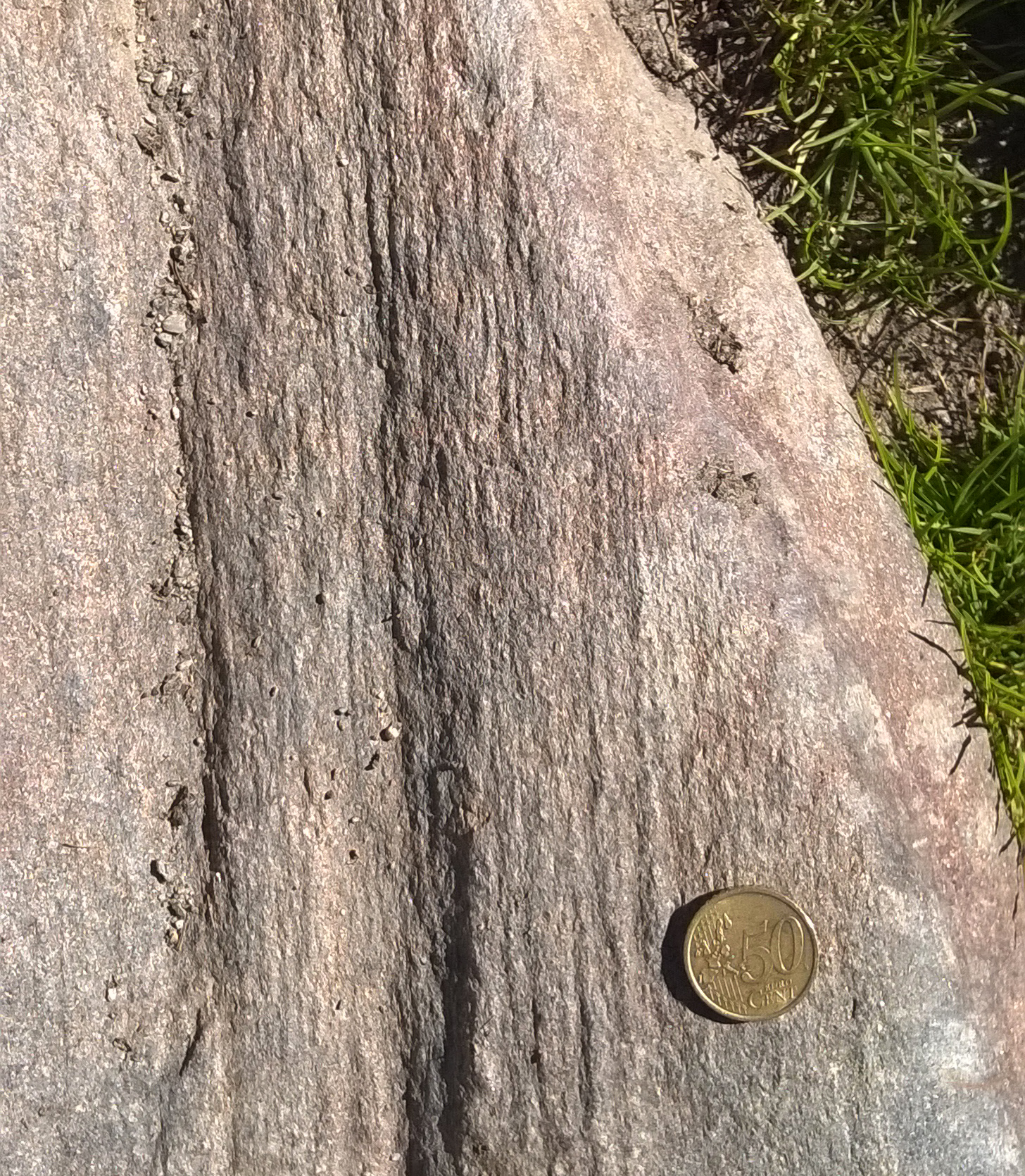
Lineaciones visibles en la superficie de una roca foliada.

En la geología se conoce como lineación a estructuras repetitivas dentro de una roca con disposición en línea. Las lineaciones son elementos comunes en rocas deformadas. Se consideran principalmente estructuras secundarias, pero algunos autores mencionan la existencia de lineaciones primarias en rocas sedimentarias e ígneas. El equivalente planar de la lineación es la foliación.
Se pueden enumerar cinco tipos de lineación;
1. Lineación por movimiento en una superficie
2. Lineación por ejes de crenulaciones paralelos
3. Lineación por elongación de objetos en la roca
4. Lineación por alineación de minerales elongados
5. Lineación intersección de grupos de planos

## Lineaciones y fallas

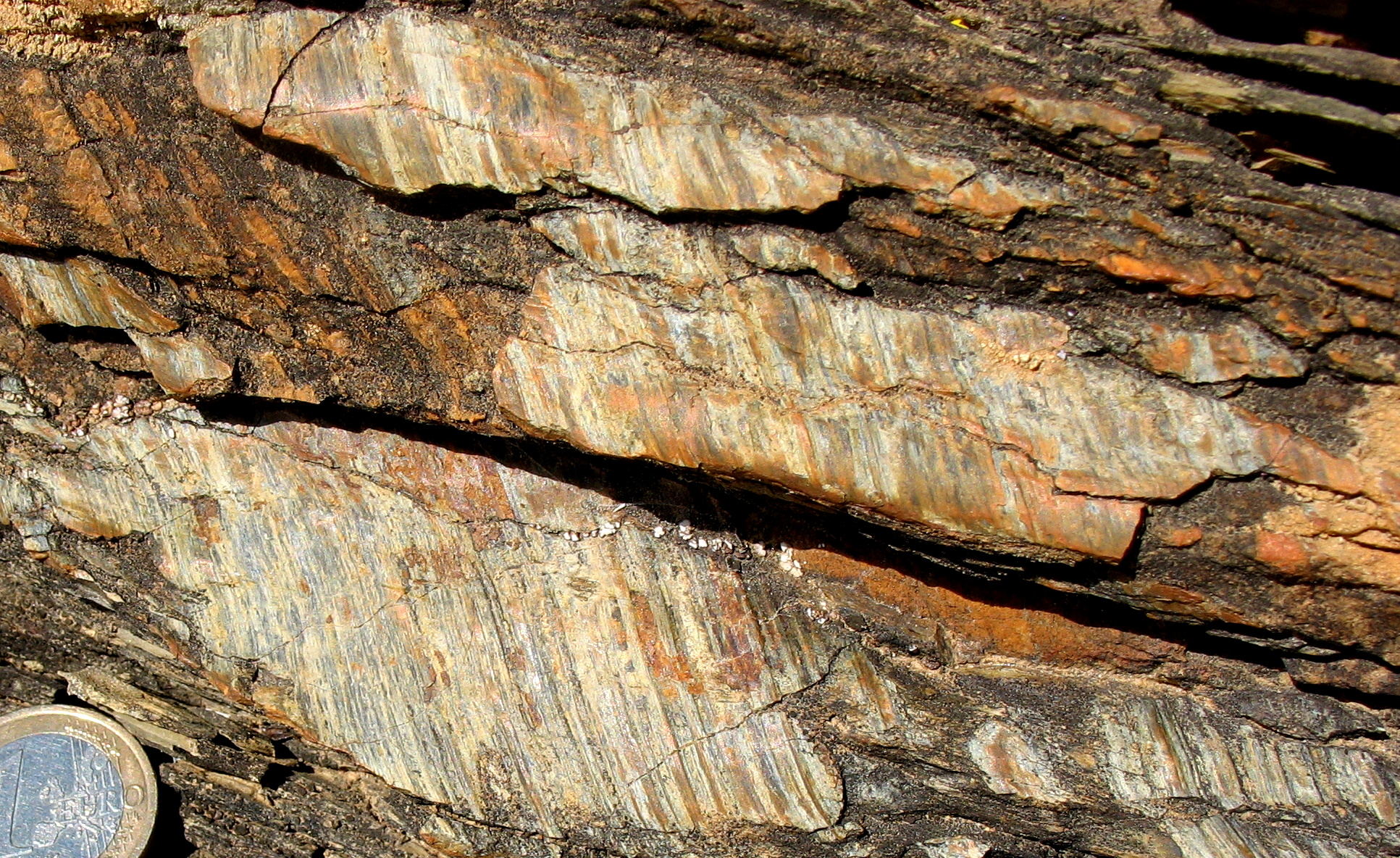
Plano de falla estriado. Las estrías indican la dirección del movimiento.

Es común que fallas geológicas presenten lineaciones en forma de estriaciones llamadas slickensides. Estas lineaciones están acotadas a ciertos planos por lo que no son penetrativas.

## Lineaciones y foliación
Algunas lineaciones se dan por la interferencia de dos foliaciones. Las lineaciones vistas en una roca crenulada pueden ser muy regulares, situación que se da en algunos esquistos. Es común que en un plano de foliación se aprecien uno o dos sistemas de lineaciones. Ocurre, pero es raro que una roca que presenta lineación carezca foliación.

## Lineaciones y plegamientos
Las lineaciones pueden ocurrir asociadas a plegamientos. Algunas lineaciones están asociadas al movimiento que se da durante el flexuramiento de un pliegamiento. Al igual que la lineaciones en fallas las lineaciones de flexuramiento no son penetrativas al estar restrigidas a un plano. Estas lineacion tienen una orientación perpendicular o de alto ángulo respecto al plano axial del plegamiento.
Otras lineaciones son paralelas al plano axial de los plegamientos siendo el producto de la intersección de planos.
Si la charnela de un plegamiento está lo suficientemente curvada se le puede considerar una lineación en sí dependiendo de la escala espacial que se considera. Las varas de cuarzo son lineaciones. Se suele asumir que son formadas por la segregación de cuarzo durante un episodio de metamorfismo y que son paralelas al eje del plegamiento. Sin embargo, el geólogo Gilbert Wilson ya advertia hacia 1961 que el término vara de cuarzo (en inglés: quartz rod, quartz ribbon) debe ser considerado principalmente como descriptivo sin una asumir una génesis particular de antemano.